# Józef Kajetan Janowski
Józef Kajetan Janowski (ur. 17 marca 1832 w Warszawie, zm. 24 czerwca 1914 we Lwowie) – architekt, sekretarz stanu Rządu Narodowego w powstaniu styczniowym.

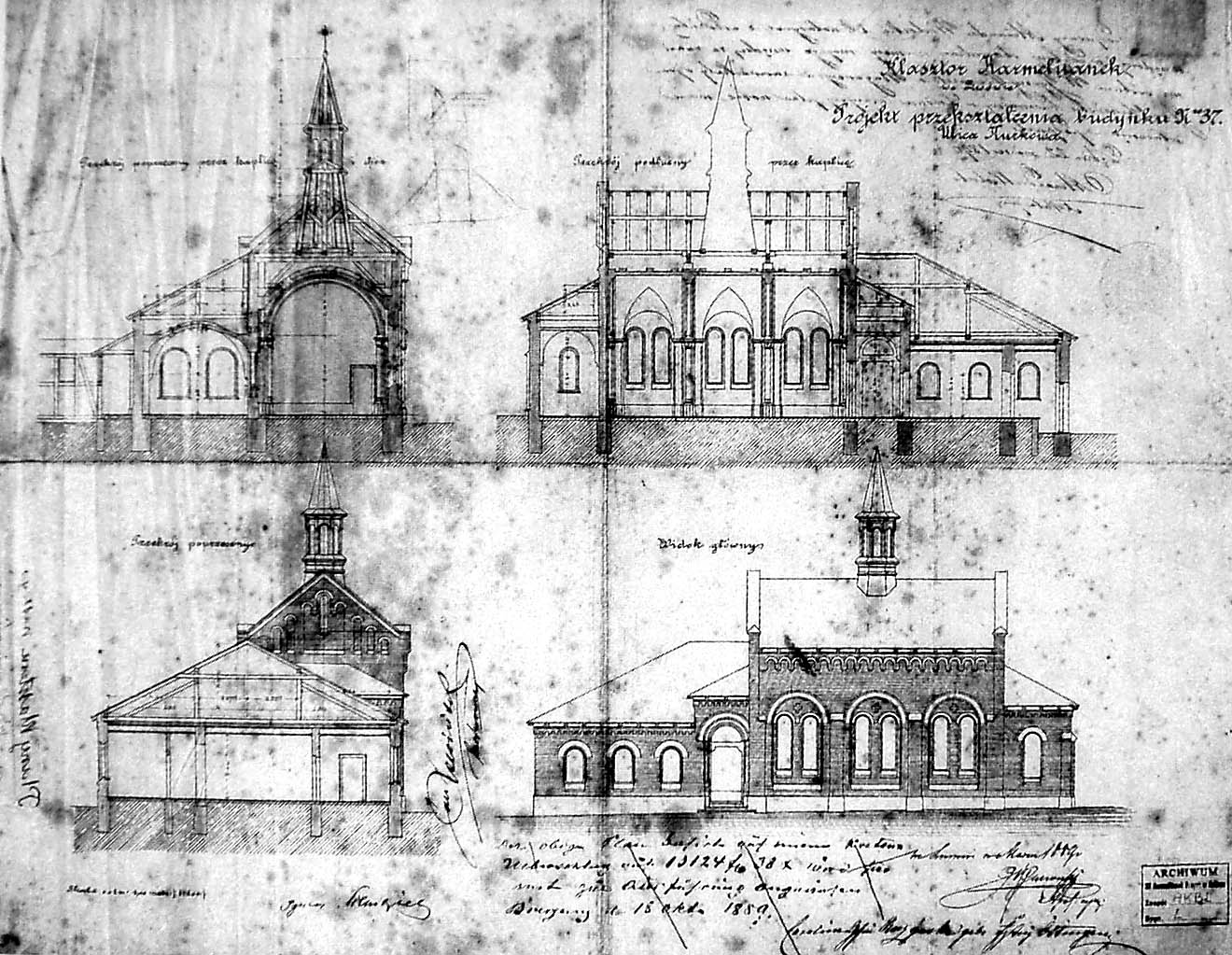
Projekt J.K. Janowskiego (1889) byłej Kaplicy we Lwowie

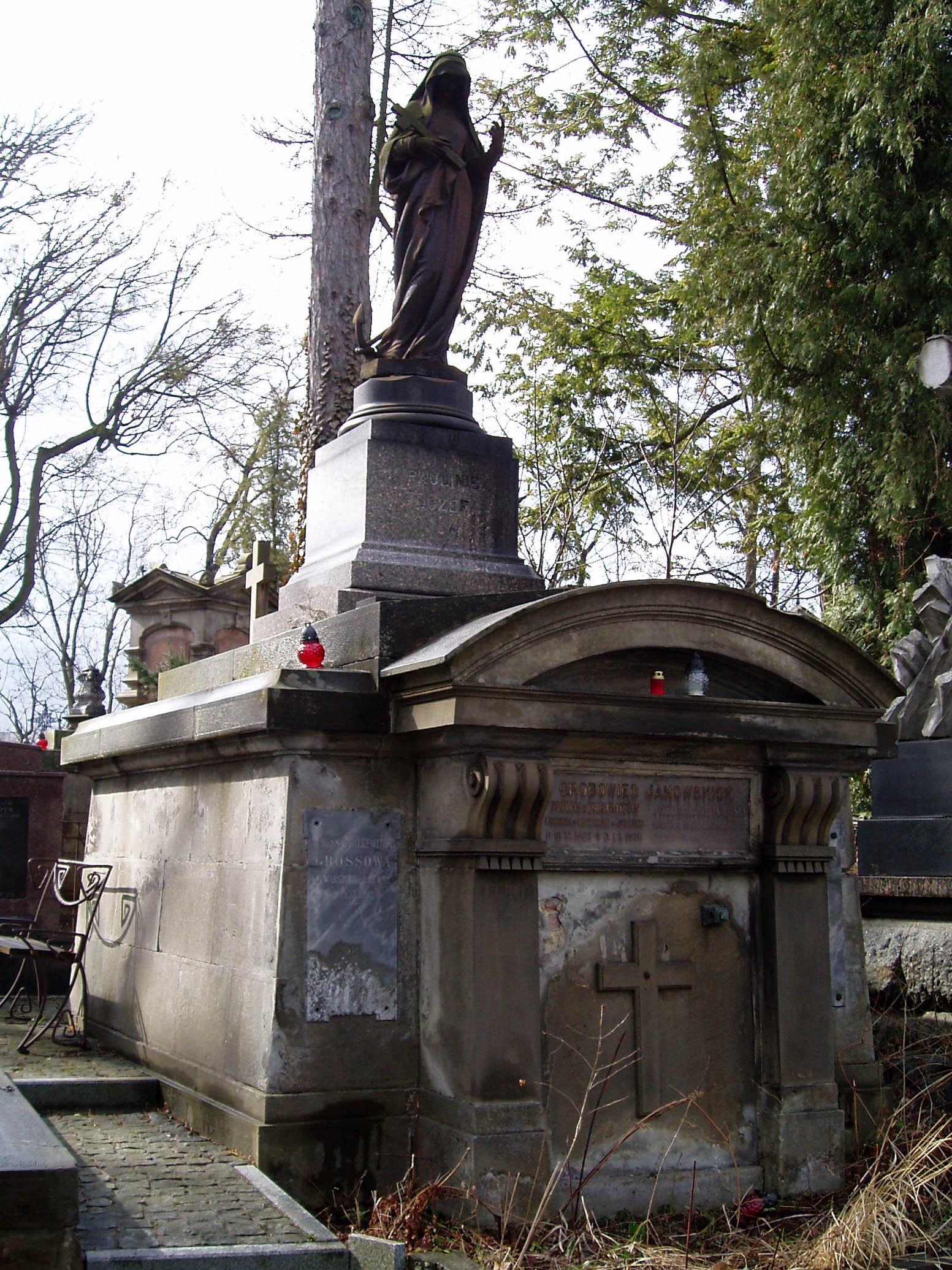
Grób Józefa Kajetana Janowskiego we Lwowie

## Życiorys
Uczeń Szkoły Sztuk Pięknych w Warszawie. Uczęszczał na zajęcia do Henryka Marconiego i Pawła Bolesława Podczaszyńskiego. W 1859 uzyskał patent budowniczego I klasy. Tam też należał do tzw. koła Kaplińskiego. Bywał na zebraniach u Narcyzy Żmichowskiej i Narcyza Jankowskiego. W okresie manifestacji patriotycznych był konstablem.
W lipcu 1862 został okręgowym organizacji czerwonych w wydziale III miasta Warszawy. Z poręczenia Oskara Awejdy wszedł do Komitetu Centralnego Narodowego. Głosował za podjęciem walki zbrojnej z chwilą ogłoszenia branki i za powierzeniem dyktatury Ludwikowi Mierosławskiemu. 22 stycznia 1863 wraz z innymi członkami Tymczasowego Rządu Narodowego wyjechał do Kutna. Przybył do obozu Mariana Langiewicza, gdzie 12 lutego był świadkiem bitwy pod Świętym Krzyżem. 23 lutego powrócił do Warszawy. W marcu wraz z Agatonem Gillerem udał się do Krakowa dla prowadzenia negocjacji z Ludwikiem Mierosławskim i Marianem Langiewiczem. W kwietniu pozostał w rządzie przechylającym się na stronę białych. W końcu maja odsunięty od steru przez zamachowców czerwonych. Po kilku dniach Franciszek Dobrowolski przywrócił go do składu rządu, powierzając mu wydział wojny. W czerwcowym rządzie Karola Majewskiego został sekretarzem stanu tj. łącznika pomiędzy rządem a podległymi mu wydziałami. We wrześniu ustąpił z rządu, powierzając władzę czerwonym. Wkrótce przyjął z ich nominacji stanowisko dyrektora wydziału spraw wewnętrznych.
Był jednym z najbliższych współpracowników dyktatora Romualda Traugutta. Po jego aresztowaniu opuścił Warszawę. W maju 1864 wziął udział w spotkaniu dygnitarzy powstańczych w Dreźnie, gdzie podpisał tzw. memoriał 7 obywateli postulujący nowe, bardziej stanowcze metody walki.
Osiadł w Paryżu, gdzie działał w Komisji Długu Publicznego. Należał do Zjednoczenia Emigracji Polskiej. W 1865 objął posadę konduktora robót w Kompanii Zachodnich Dróg Żelaznych. W 1869 został naczelnym architektem spółki budującej kanał Rodan-Morze Śródziemne.
W 1871 przybył do Lwowa, gdzie bezskutecznie starał się o posadę architekta Wydziału Krajowego. Osiadł w Poznańskiem. W 1874 wydalony przez policję pruską, wyjechał do Lwowa. W 1881 otrzymał poddaństwo austriackie. W latach 1879–1884 był jednym z dyrektorów Towarzystwa Przemysłowego we Lwowie. Jako docent Politechniki Lwowskiej wykładał w latach 1889–1902 encyklopedię budownictwa. W 1894 był gospodarzem pawilonu architektury na Wystawie Krajowej we Lwowie. W 1887 został prezesem zorganizowanego przez siebie Towarzystwa Weteranów.
Inicjował i współredagował w latach 1888–1894 pięciotomowe Wydawnictwo materiałów do historii powstania 1863-64. W latach 1889–1894 był członkiem zarządu Muzeum w Raperswilu.
Zmarł jako ostatni członek Rządu Narodowego. Pochowany w grobowcu rodzinnym na Cmentarzu Łyczakowskim we Lwowie.

## Publikacje
- Pamiętniki o powstaniu styczniowem. Tom 1. (Styczeń-Maj 1863 r.) (1923)
- Pamiętniki o powstaniu styczniowem. Tom 2 (1925)
- Pamiętniki o powstaniu styczniowem: czasy przedpowstaniowe 1854-1862. Tom 3 (1931)